# Бревил сир Мер
Бревил сир Мер (фр. Bréville-sur-Mer) насеље је и општина у северној Француској у региону Доња Нормандија, у департману Манш која припада префектури Кутанс.
По подацима из 2011. године у општини је живело 809 становника, а густина насељености је износила 117,93 становника/km². Општина се простире на површини од 6,86 km². Налази се на средњој надморској висини од 70 метара (максималној 69 m, а минималној 0 m).

## Демографија
| 1962. | 1968. | 1975. | 1982. | 1990. | 1999. | 2011. |
| ----- | ----- | ----- | ----- | ----- | ----- | ----- |
| 285   | 332   | 480   | 570   | 530   | 611   | 809   |

График промене броја становника у току последњих година